# 東亜銀行

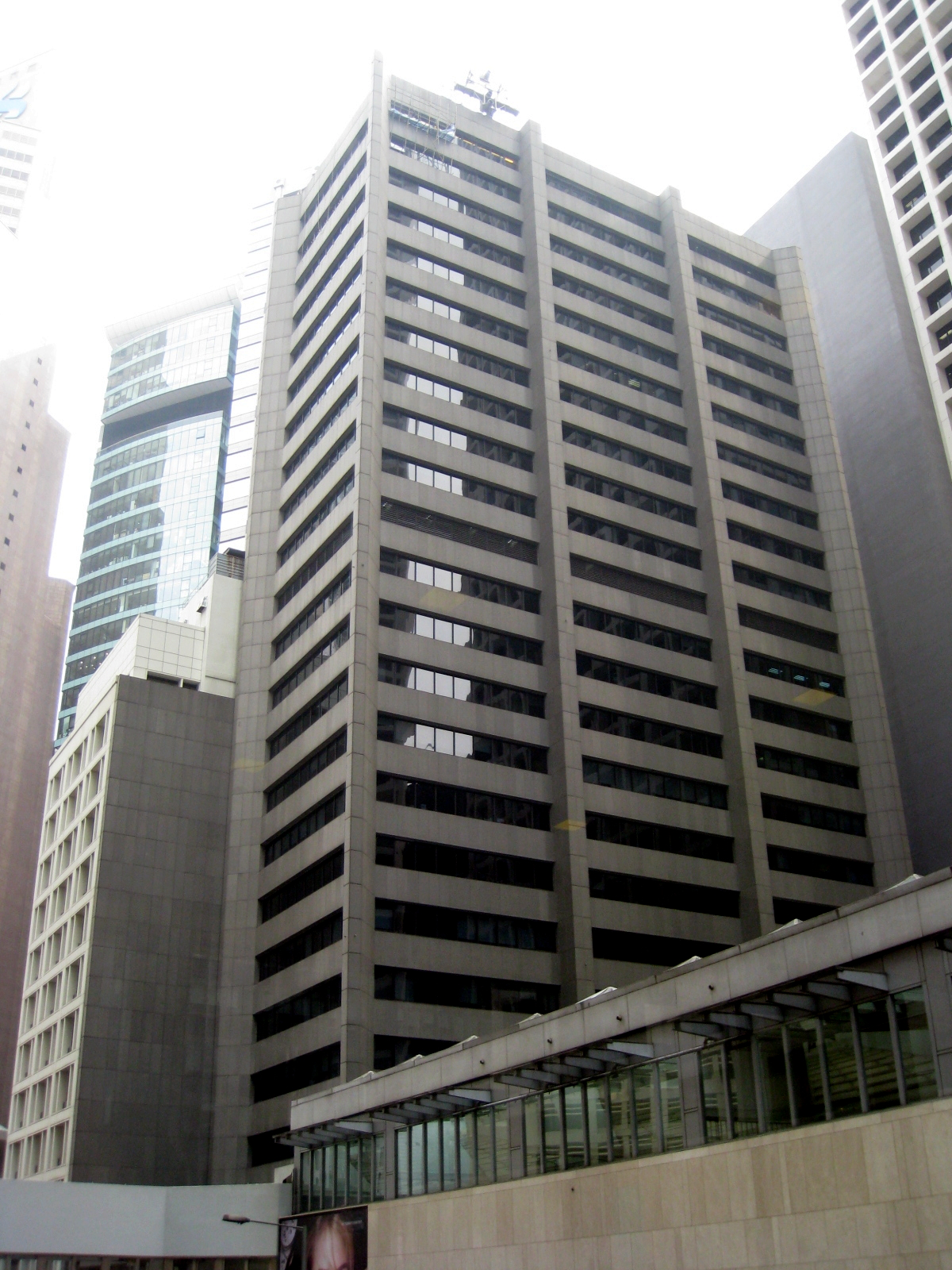
香港・中環地区にある東亜銀行本店

東亜銀行（とうあぎんこう、Bank of East Asia）は香港最大の華人資本銀行である。会長兼CEOは李国宝。李国宝は銀行界選出の香港立法会議員および行政会議議員でもある。

## 業務
香港に70の支店を展開するほか、中国大陸、マカオ、台湾、シンガポール、イギリスにも支社・支店を持っている。

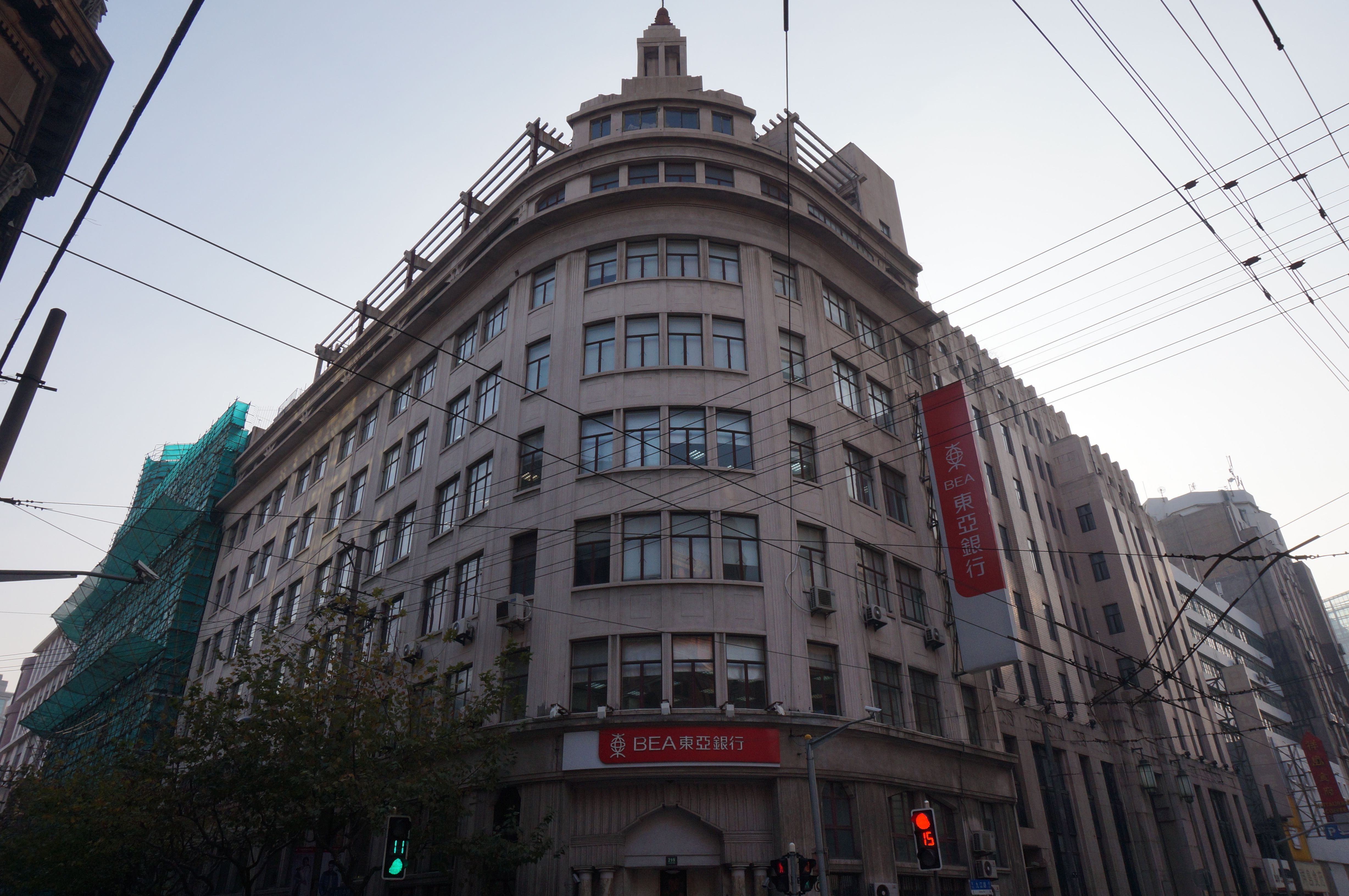
東亜銀行上海支店旧店舗

上海支店は中華人民共和国成立による中国の共産化の後も閉鎖せず、80年以上の歴史を持っている。特に1990年代以降、中国市場の開拓に力を入れている。沿岸部を中心に主な大都市には、支社や支店、代表所などの営業拠点を持っている。また、中国大陸でも2002年から個人向けネットバンキングを始めている（法人向けは2004年に開始）。

## 沿革
民国7年（1918年）、周壽臣、簡東浦、李冠春らの商人組織により香港政庁へ銀行登録が申請される。
1919年1月4日に香港にて創業、創設当初の資本金はで200万香港ドル、董事長は周壽臣が務めた。香港を本店とし、1929年迄に上海分行、西貢（サイゴン）分行、廣州分行、九龍分行等の支店が設立された。
- 1918年、設立。
- 1920年、上海とベトナムのサイゴン（現ホーチミン）に支店を開設。
- 1930年、ベトナムのハイフォンに支店を開設。
- 1952年、シンガポール支店を開設。
- 1975年、ベトナムのサイゴン、ハイフォン支店を閉鎖。
- 1984年、ニューヨーク支店を開設。
- 1987年、深圳支店を開設。
- 1989年、ニューヨークのチャイナタウンに支店を開設。
- 1990年代、中国大陸各地への支店開設を本格化。
- 2001年、中国聯合銀行、第一太平洋銀行を吸収合併。マカオ支店を開設。